# Friedrich Wilhelm Delkeskamp

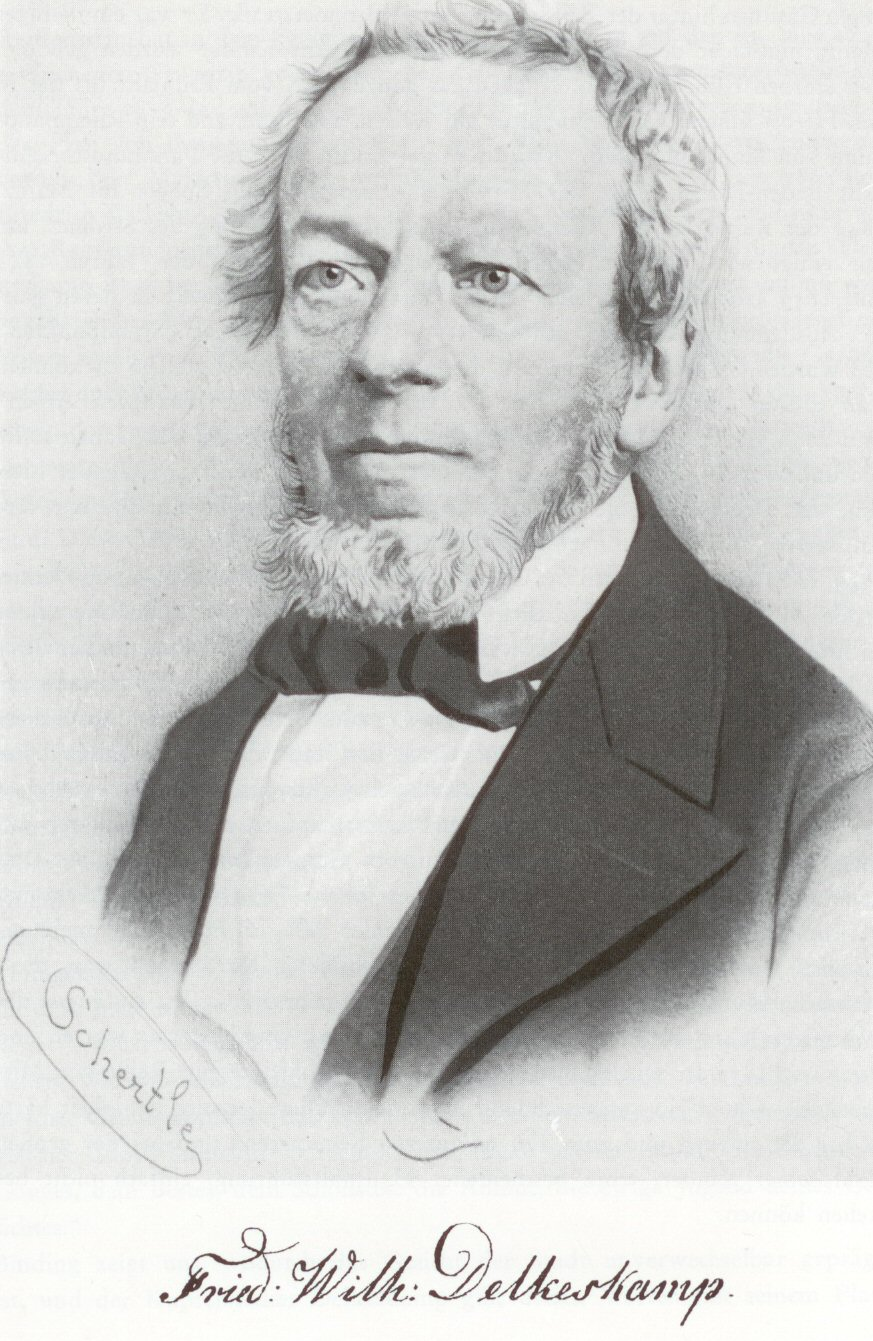
Friedrich Wilhelm Delkeskamp

Friedrich Wilhelm Delkeskamp (* 20. September 1794 in Bielefeld; † 5. August 1872 in Bockenheim) war ein deutscher Maler und Kupferstecher.

## Leben
Delkeskamp war ein Sohn des Buchbinders Friedrich Adolf Delkeskamp und dessen Ehefrau Maria Elisabeth Sauermann. Schon als Jugendlicher wollte er Maler werden, doch musste er unter dem Einfluss seiner Mutter das Buchbinder-Handwerk bei seinem Vater lernen. Nach dem Tod seiner Mutter 1812 nahm er Unterricht bei dem Bielefelder Maler und Zeichenlehrer Ludwig Wahrens.
1813/14 nahm er als Kriegsfreiwilliger an dem Feldzug gegen Frankreich teil. Nach seiner Entlassung ging er nach Groß-Breitenbach in Thüringen, wo er 1815 Zeichenlehrer an der dortigen Schule wurde und in der Breitenbacher Porzellanmanufaktur von Greiner & Sohn das Porzellanmalen lernte. 1816 wurde er Porzellanmaler in Hanau und 1817 an der Königlichen Porzellanmanufaktur in Berlin. Nach seinen Zeichnungen – meist Berliner Motiven – übertrugen ihm untergeordnete Maler die damals beliebten Vorlagen auf Teller und Tassen. Von Johann Baptist Hoessel wurde Delkeskamp in Berlin im Handwerk des Kupferstichs unterrichtet. Auf eigene Rechnung vertrieb er in dieser Zeit eine Serie mit Berliner Ansichten.
1818 arbeitete er als Illustrator für den Grafen Edward Raczyński auf dessen Schloss Rogalin (Provinz Posen). Der Graf hatte zusammen mit dem Breslauer Maler Ludwig Fuhrmann den Orient bereist; Delkeskamp übertrug die während der Reise entstandenen Gemälde Fuhrmanns in Kupferstiche, die dem monumentalen Reisebericht des Grafen („Malerische Reise in einigen Provincen des Osmanischen Reiches“) beigegeben wurden. Nach getaner Arbeit kehrte Delkeskamp 1819 zunächst nach Berlin zurück und unternahm Reisen durch Sachsen, Schlesien und das Riesengebirge, überall zeichnend und malend und ausgewählte Werke später als Kupferstich vermarktend.

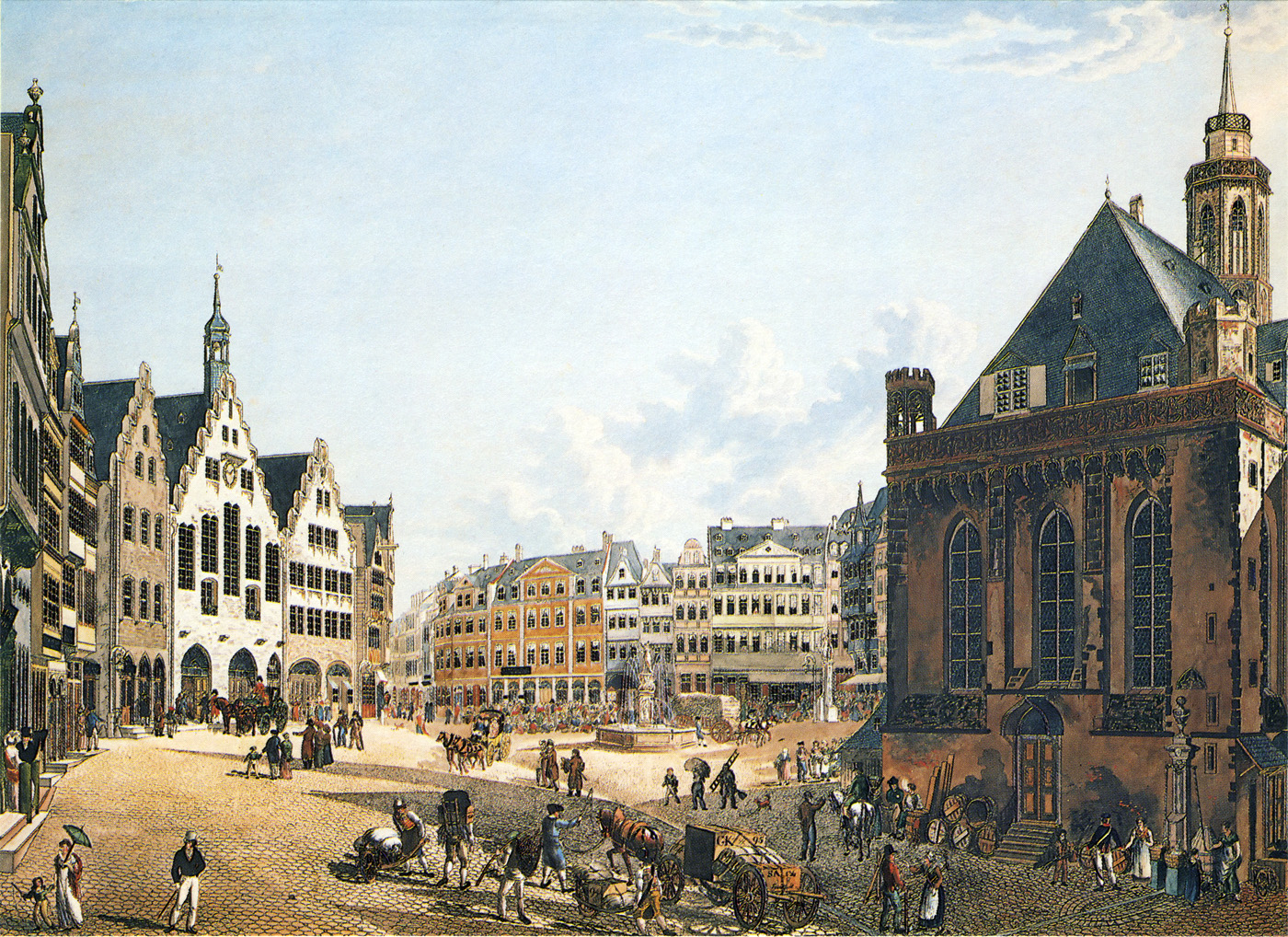
„Ansicht des Römerbergs mit der Nikolaikirche zu Frankfurt a. M.“ Kupferstich, 1822. Historisches Museum

Rhein 1840

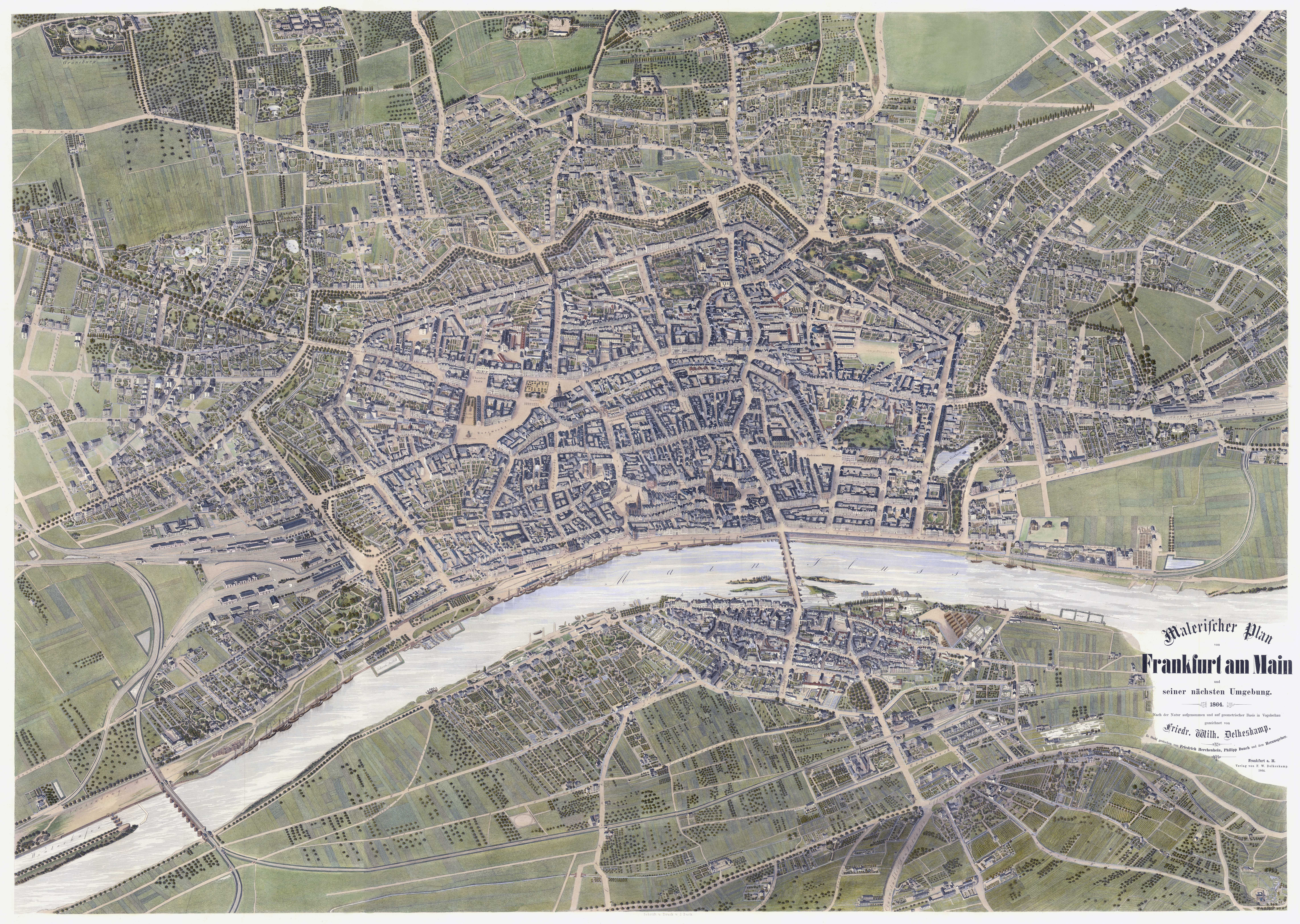
Delkeskamps „Malerischer Plan von Frankfurt am Main“ von 1864. Historisches Museum Frankfurt am Main.

1822 kam er auf Vermittlung seines Bruders, der bereits seit 1819 als Kaufmann in Frankfurt am Main ansässig war, ebenfalls nach Frankfurt, wo er sich für einige Jahre niederließ. Unter dem 12. Februar 1823 verwahrt das Frankfurter Stadtarchiv das „Gesuch von F. W. Delkeskamp, Maler und Kupferstecher im Landschaftlichen und Architektonischen Fach um Genehmigung der Unterrichtserteilung unter Beilage eines Kupferstichs des Römerberges.“ Seine „Ansicht des Römerbergs mit der Nikolaikirche zu Frankfurt a. M.“ war „Dem Hohen Senat der freien Stadt Frankfurt“ gewidmet, woraufhin ihm die Senatoren die beantragte Unterrichtserlaubnis gewährten und dem Künstler überdies am 15. Dezember 1823 20 Conventions-Thaler zukommen ließen.
Seit 1823 entstand, angelehnt an eine Lithographie (1822) nach Elisabeth von Adlerflycht, die schon 1811 ein Aquarell-Vogelschaupanorama von Bingen bis Koblenz geschaffen hatte, das von Friedrich Wilmans verlegte berühmte Rheinpanorama von Mainz bis Köln (1825), das den wachsenden Bedarf des Tourismus an orientierenden Illustrationen bediente.
1828 bis 1830 arbeitete Delkeskamp in der Schweiz. Hier entstand das Malerische Relief des klassischen Bodens der Schweiz, ein Vogelschaupanorama der Ur-Kantone rund um den Vierwaldstättersee, das er von 800 Standpunkten, zumeist Bergen, und unter oftmals gefährlichen Bedingungen zeichnete.
1830 nahm er seinen Wohnsitz wieder in Frankfurt, wo er bis kurz vor seinem Tod blieb. Am 25. Juli 1831 heiratete er als 36-Jähriger in der Katharinenkirche die Frankfurter Bürgerstochter Elise Heerdt, Schwester des Malers Johann Christian Heerdt. Gleichzeitig erwarb er das Frankfurter Bürgerrecht. Mit seiner Frau hatte er acht Kinder, vier Söhne wurden erwachsen, vier weitere Kinder verstarben früh. Die Familie wohnte zunächst in der Großen Friedberger Gasse, später in einem Haus in der heutigen Brönnerstraße. Hier war auch der Sitz seines Verlags, den er gegründet hatte, um seine Werke in eigener Regie gewinnbringender vertreiben zu können.
Während der Sommermonate war er gewöhnlich zum Zeichnen auf Reisen, den Winter verbrachte er zu Hause in Frankfurt und setzte seine Skizzen in Kupfer- und Stahlstich-Vogelschaupanoramen um. Am Malerischen Relief der Schweizer- und angrenzenden Alpen arbeitete Delkeskamp 12 Jahre zwischen 1837 und 1857. Von 25 projektierten Blättern erschienen nur 10 und drei halbe, da er die hohen Kosten der Drucklegung nicht aufbringen konnte und sich die Auflage nicht wie erwartet verkaufen ließ.
Sein letztes großes Werk war der Malerische Plan von Frankfurt am Main und seiner nächsten Umgebung, nach der Natur aufgenommen und aus geometrischer Vogelschau gezeichnet, entstanden 1858 bis 1864. Für diesen Stahlstich im Format 159 × 109 cm, für den er jedes einzelne Gebäude der Stadt zuvor skizziert hatte, erhielt er vom Senat der Freien Stadt Frankfurt ein Honorar von 10.000 Gulden, das allerdings nicht ausreichte, um die Kosten zu decken. Sieben Kupferplatten sowie (kolorierte) Drucke davon und auch die Vorzeichnungen zu diesem Plan befinden sich im Besitz des Historischen Museums Frankfurt.
Außer den Stichen hinterließ er zahlreiche Zeichnungen und Aquarelle. Delkeskamps Werke zeichnen sich durch plastisch-naturgetreue und wissenschaftlich präzise Darstellungen aus. Die Reliefs bzw. Panoramen sind auch aus heutiger Sicht erstaunlich präzise, obwohl Delkeskamp moderne Hilfsmittel wie Fotoapparat oder Luftbildaufnahmen aus dem Flugzeug nicht zur Verfügung standen.
Sein Frankfurter Pass aus dem Jahr 1862 beschreibt Delkeskamp als braunhaarig, mit gesunder Gesichtsfarbe und 5 Fuß 2 Zoll groß (ca. 1,65 m). Gegen 1869 zog er zu seinen Söhnen nach Bockenheim, einer damals noch selbständigen Gemeinde vor den Toren von Frankfurt am Main, wo er am 5. August 1872 verstarb. Seine Ehefrau Elise starb am 2. September 1881; beide wurden nebeneinander auf dem Alten Friedhof Bockenheim in der Solmsstraße bestattet. Die Grabstellen sind nicht erhalten; vor Ort erinnert eine Gedenktafel an Delkeskamp.

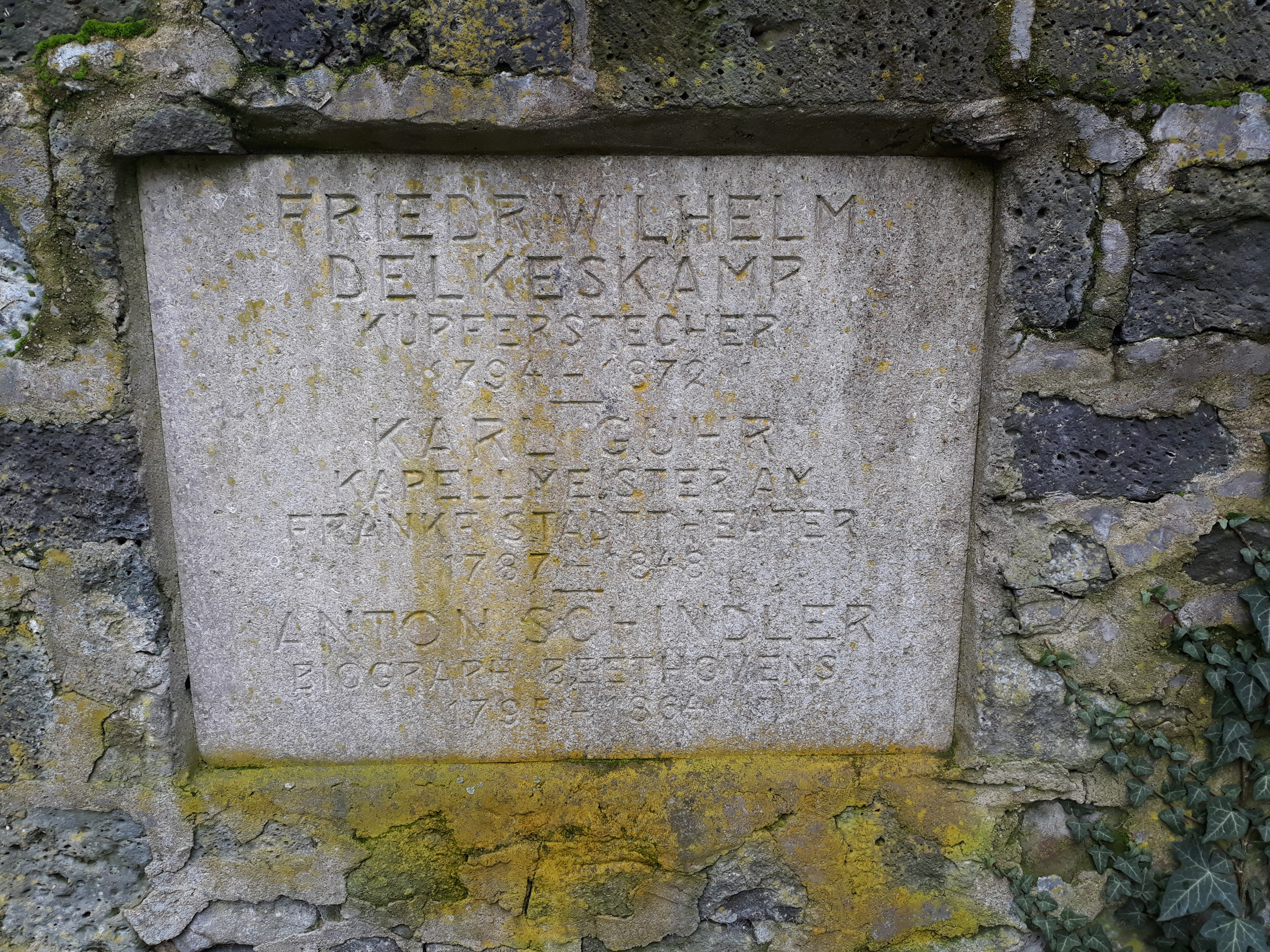
Gedenktafel für das Grab von Delkeskamp auf dem Alten Friedhof Bockenheim.

## Werke
- Illustrationen zu: Edward Raczyński: Dziennik podrozy do Turcyi odbyty w roku MDCCCXIV. Breslau 1821. Deutsch: Malerische Reise in einigen Provincen des Osmanischen Reiches, Breslau 1825, auth.gr (PDF; 134 MB).
- Panorama des Rheins und seiner nächsten Umgebungen von Mainz bis Cöln (Frankfurt 1825 (Digitalisat); 1829; 1832)
- Panorama des Mains und seiner nächsten Umgebungen von Frankfurt a. M. bis Mainz (1829)
- Malerisches Relief des klassischen Bodens der Schweiz (1830–1835)
- Neues Panorama des Rheins und seiner nächsten Umgebung von Mainz bis Cöln. Aufs neue nach der Natur gezeichnet und mit den interessantesten architektonischen und geschichtlichen Denkmälern als Randbilder geziert. Frankfurt 1837 (Digitalisat)
- Mosel-Panorama oder malerisches Relief der Umgebungen der Mosel und deren Nebenthälern von Coblenz bis Wasserbillig, jenseits Trier (1840)
- Panorama von Baden-Baden und seinen Umgebungen (1841)
- Neues Panorama d. Rheins u. seiner nächsten Umgebungen von Speyer bis Mainz (1842)
- Malerischer Reiseatlas des Rheins von Basel bis zum Meere nebst Suppl.-Blatt: Theile von Holland u. Belgien u. die Dampfschiff-Verbindungen mit England enthaltend (1844)
- Malerisches Relief der Schweizer und angrenzenden Alpen (1850–57, unvollendet)
- F. W. Delkeskamp’s kleines Rhein-Panorama von Mainz bis Cöln. Frankfurt 1853 (Digitalisat)
- Panorama des Ahrthales von Sinzig (Remagen) bis Kreuzberg oberhalb Altenahr und seine Heilquellen und Bäder (1859)
- Malerischer Plan von Frankfurt am Main und seiner nächsten Umgebung (1858–1864)
- Malerisches Relief des Vierwaldstättersees (1871)